# Behafarid Ghafarian

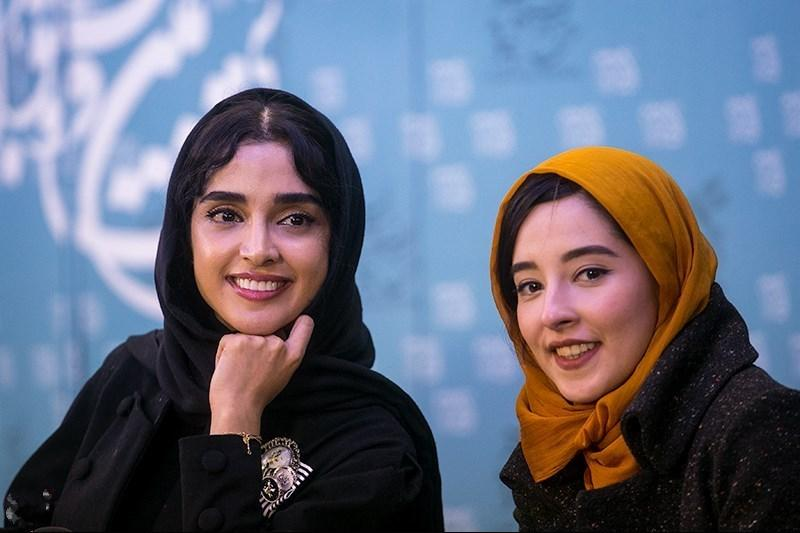
‌‌Behafarid Ghafarian ed Elahe Hesari alla conferenza stampa di Sophie and the Beast alla Milad Tower, 2017

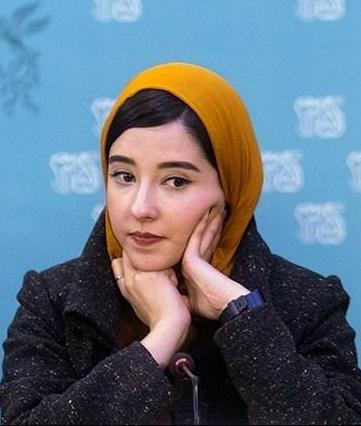
Behafarid Ghafarian

Behafarid Ghafarian (in persiano به‌آفرید غفاریان‎; Teheran, 20 gennaio 1994) è un'attrice iraniana.

## Biografia
Ha iniziato a recitare in teatro dal 2010 all'età di 16 anni. Nel 2013 ha partecipato al suo primo lavoro teatrale professionale, Il giardino dei ciliegi di Anton Čechov.
Il suo lavoro più noto è interpretare la protagonista nel film Sophie & The Mad. È anche nota per il lavoro sul palco, in particolare per aver interpretato "Leila Arash" in Fe'l (La Parola), un'opera teatrale scritta e diretta da Mohammad Rezaee Raad.

## Filmografia
- 2017: Sophie & The Mad regia di Mehdi Karampour [1]
- 2018: Dressage regia di Pouya Badkoubeh [2]
- 2019: Un uomo senza ombra regia di Alireza Reisian

## Teatro
- 2013: Il giardino dei ciliegi regia di Hasan Majouni
- 2015: Tenente Inishmore regia di Hasan [3]
- 2017: Tre sorelle regia di Hasan Majouni[4]
- 2018:  La Parola  regia di Mohammad Rezaei-rad
- 2020: Cena della domenica  regia di Mohammad Ghanbari